# St. Johann (Ahrntal)

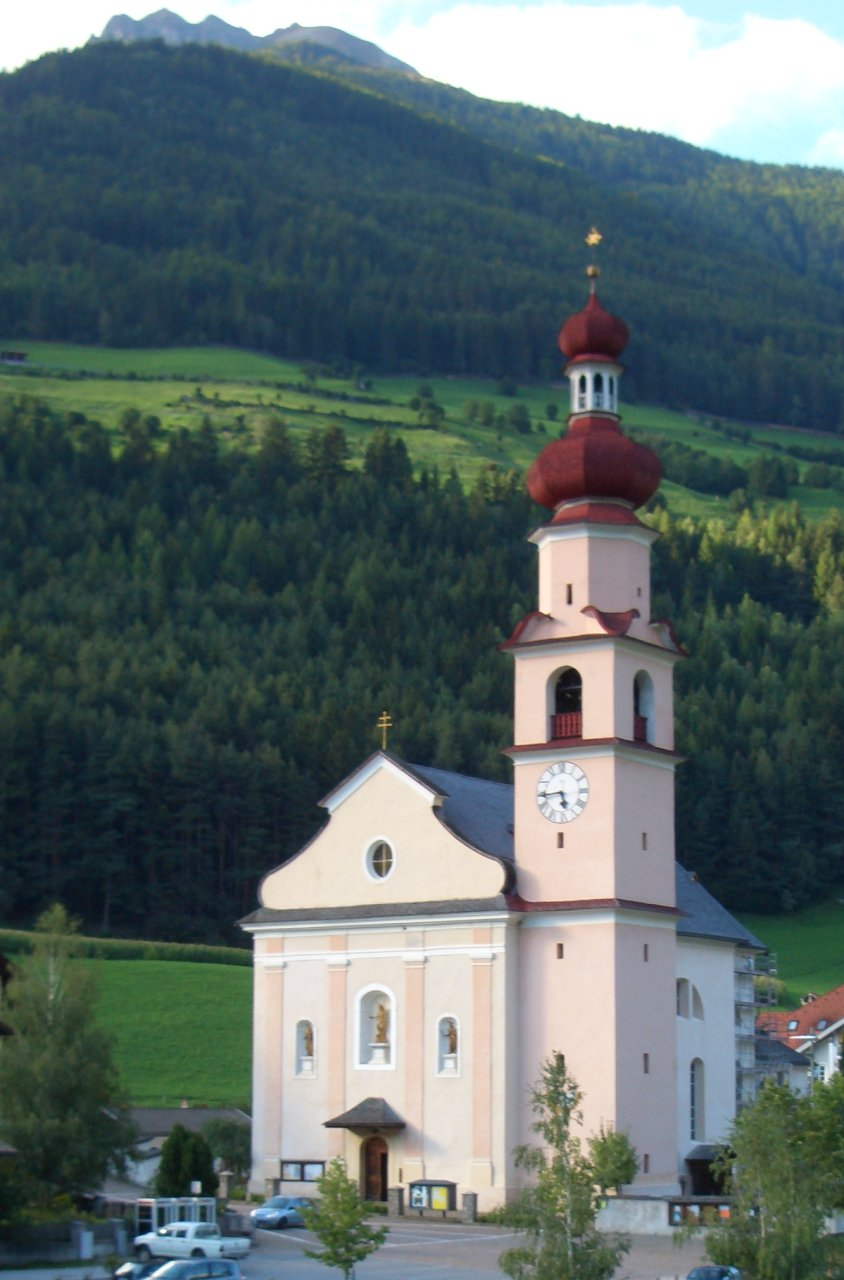
Pfarrkirche St. Johann

St. Johann, auch Ahrn genannt (italienisch San Giovanni), ist eine Fraktion der Gemeinde Ahrntal in Südtirol (Italien). Mit 1997 Einwohnern (Stand 2017) ist das Dorf die größte Ortschaft im Ahrntal. St. Johann liegt auf 1017 m über dem Meeresspiegel.
Die Ortschaft liegt im Zentrum des Ahrntals und ist als Ausgangspunkt für Wanderungen in die Zillertaler Alpen bekannt. Sie wird von der SS 621 für den Kraftverkehr erschlossen und von der Ahr durchflossen. Bis 1929 war St. Johann eine eigenständige Gemeinde.

## Name und Pfarrkirche
Der Ort bekam seinen Namen vom heiligen Johannes dem Täufer, dem die Pfarrkirche geweiht ist. Bereits 1491 ist St. Johann als eigener Ahrntaler Sprengel, das St. Johann-Pimwerch („inn Ewrn in Sand Johannsen bimberch“), die örtliche Bezeichnung für Verwaltungseinheiten, urkundlich bezeugt.
Der beeindruckende, spätbarocke Kirchenbau mit seinem mächtigen Kuppelturm wurde 1783–1788 von Baumeister Joseph Abenthung errichtet. Der Hochaltar ist von Joseph Schöpf. Die frühere Pfarrkirche stand im Weiler St. Martin nahe dem Trippach und wurde 1330 durch einen Murbruch zerstört. Deshalb wurde eine neue Kirche auf einer Anhöhe nahe dem heutigen Weißenbachlhof am orografisch linken Ufer der Ahr errichtet. Im Jahr 1731 wurde der Widenhof in St. Martin, wo die Pfarrherrn bis dahin wohnten, verkauft und der Steinpenthof erworben, der ab da als Widum diente. Da die Pfarrkirche beim Weißenbachl inzwischen baufällig und wohl auch zu klein war, wurde der Kirchenneubau neben dem Widum ins Auge gefasst. Treibende Kraft dafür war Pfarrer Franz Xaver Wierer.

## Bildung
In St. Johann gibt es eine Grundschule und eine Mittelschule für die deutsche Sprachgruppe.

## Sehenswürdigkeiten
Im Dorfzentrum befindet sich ein kleines Museum im Geburtshaus der Gebrüder Oberkofler „Oberkofler-Museum“. Zwischen St. Johann und Steinhaus, im Weiler Mühlegg, befindet sich ein sehenswertes privates Mineralienmuseum. Ebenfalls in Mühlegg steht die Plattersäge. Eine geologische Besonderheit bildet der Frankbachwasserfall mit seinen Marmortrögen.

## Bedeutende Persönlichkeiten
- St. Johann ist der Heimatort der Gebrüder Joseph Georg Oberkofler und Johann Baptist Oberkofler.
- Der Theologe Peter Wasserer[2] stammt ebenso aus St. Johann.
- Gregor Tasser (1727–1807), ab 1770 der letzte Propst des Augustinerchorherrenstifts St. Michael an der Etsch  bis zu dessen staatlicher Aufhebung unmittelbar nach seinem Tode, wird gelegentlich als aus Weißenbach stammend bezeichnet[3], dieser stammte aber in Wirklichkeit vom Weißenbachlhof in St. Johann in Ahrn[4].